# Maracena
Maracena é um município da Espanha na província de Granada, comunidade autónoma da Andaluzia, de área 5 km² com população de 19659 habitantes (2007) e densidade populacional de 3590,00 hab/km².

## Demografia
| Variação demográfica do município entre 1991 e 2004 | Variação demográfica do município entre 1991 e 2004 | Variação demográfica do município entre 1991 e 2004 | Variação demográfica do município entre 1991 e 2004 |
| --------------------------------------------------- | --------------------------------------------------- | --------------------------------------------------- | --------------------------------------------------- |
| 1991                                                | 1996                                                | 2001                                                | 2004                                                |
| 12956                                               | 14095                                               | 16517                                               | 17232                                               |